# 호계동 (안양시)
호계동(虎溪洞)은 경기도 안양시 동안구의 법정동이다.

## 개요
호계동은 동안구 교통의 요충지로 수원시, 과천시, 군포시, 안산시 방면의 교차점이다. 과천선은 호계동의 범계역을 지나 군포시 금정역으로 진입한다. 호계종합시장이 있으며, 아파트, 단독주택 및 빌라 밀집 지역이다. 공장 시설과 안양국제유통단지, LS타워, LS전선, LS일렉트릭 등 산업시설도 밀집되어 있다.

## 역사
- 1973년 7월 1일 : 안양시 승격으로 안양시 호계동이 됨[2]
- 1983년 10월 1일 : 호계동을 호계1동, 호계2동으로 분동
- 1985년 10월 1일 : 호계1동에서 호계3동을 분동
- 1993년 5월 20일 : 호계1동에서 갈산동을 분동[3]

## 교육
- 호계초등학교
- 범계중학교
- 호성중학교
- 대안중학교
- 신기중학교

## 교통
- 경수산업도로
- 과천선 범계역

## 주요 기관
- 안양교도소

## 주요 아파트
| 단지명                  | 건설사                                              | 시행사                                        | 주소                      | 입주        | 비고                        |
| ----------------------- | --------------------------------------------------- | --------------------------------------------- | ------------------------- | ----------- | --------------------------- |
| 푸른마을 삼성           | 삼성중공업                                          | ㈜삼성에스디에스                              | 동안구 귀인로82번길 54    | 1999년 2월  |                             |
| 호계 현대홈타운 1차     | 현대건설                                            | 호계현대아파트 재건축주택조합                 | 동안구 경수대로733번길 23 | 2002년 11월 | 호계현대 재건축             |
| 호계 현대홈타운 2차     | 현대건설                                            | 경향아파트 재건축조합                         | 동안구 경수대로 462       | 2003년 11월 | 호계경향 재건축             |
| e편한세상 호계          | 대림산업                                            | 호계주공1차 주택재건축정비사업조합            | 동안구 경수대로 430       | 2003년 12월 | 호계주공 1단지 재건축       |
| e편한세상 평촌 어반밸리 | 디엘건설㈜                                          | ㈜케이티앤지                                  |                           |             | 구 안양 LG제1연구단지 부지  |
| 아크로 베스티뉴         | 디엘이앤씨㈜                                        | 호계온천주변지구 재개발정비사업조합           | 동안구 시민대로 124       | 2025년 3월  | 호계온천주변지구 재개발     |
| 평촌 센텀퍼스트         | 디엘이앤씨㈜ 코오롱글로벌                           | 덕현지구 주택재개발정비사업조합               | 동안구 갈산로 15          | 2023년 11월 | 덕현지구 재개발             |
| 평촌 어바인퍼스트 1단지 | 포스코이앤씨 대우건설 현대건설 에스케이에코플랜트㈜ | 호원초등학교주변지구 주택재개발정비사업조합   | 동안구 경수대로 581       | 2021년 4월  | 호원초등학교주변지구 재개발 |
| 평촌 어바인퍼스트 2단지 | 포스코이앤씨 대우건설 현대건설 에스케이에코플랜트㈜ | 호원초등학교주변지구 주택재개발정비사업조합   | 동안구 경수대로 583       | 2021년 4월  | 호원초등학교주변지구 재개발 |
| 평촌 트리지아 1단지     | 코오롱글로벌 에스케이에코플랜트㈜ 현대건설          | 융창아파트주변지구 주택재개발정비사업조합     |                           | 2024년 8월  | 융창아파트주변지구 재개발   |
| 평촌 트리지아 2단지     | 코오롱글로벌 에스케이에코플랜트㈜ 현대건설          | 융창아파트주변지구 주택재개발정비사업조합     |                           | 2024년 8월  | 융창아파트주변지구 재개발   |
| 평촌 트리지아 3단지     | 코오롱글로벌 에스케이에코플랜트㈜ 현대건설          | 융창아파트주변지구 주택재개발정비사업조합     |                           | 2024년 8월  | 융창아파트주변지구 재개발   |
| 평촌 두산위브 리버뷰    | 두산건설                                            | 호계동구사거리지구 주택재개발정비사업조합     | 동안구 엘에스로45번길 30  | 2022년 5월  | 호계동구사거리지구 재개발   |
| 평촌 두산위브 더 프라임 | 두산건설                                            | 삼신6차아파트 재건축정비사업조합              |                           | 2025년 6월  | 호계삼신6차 재건축          |
| 평촌 더샵 아이파크      | 현대산업개발 포스코이앤씨                           | 호계주공아파트주변지구 주택재건축정비사업조합 | 동안구 경수대로610번길 36 | 2019년 3월  | 호계주공 2단지 재건축       |